# Айбечевская волость
Айбечевская волость — административная единица в составе Свияжского уезда Казанской губернии. Волость существовала до 1781 года.

## История
По сведениям 1638 года в волость входили селения Итяково, Тогаево, Ахташево, Айдарово, Сюндюково, Кугеево, Бичурино .
По данным II ревизии 1747 г., в волости числились населённые пункты:
| Название                   | Совр. название  | Совр. расположение  |
| -------------------------- | --------------- | ------------------- |
| Биберина                   | Аранчеево       | Яльчикский          |
| Айдарова                   | Айдарово        | Козловский          |
| Итякова                    | Итяково         | Мариинско-Посадский |
| Арташева                   | Старое Акташево | Цивильский          |
| Кугева                     | Кугеево         | Мариинско-Посадский |
| Тогаева                    | Старое Тогаево  | Мариинско-Посадский |
| Айбеч Камаева поля         | Айбечи          | Ибресинский         |
| Байглычева                 | Байглычево      | Яльчикский          |
| Камаева                    | Большое Камаево | Мариинско-Посадский |
| Еммаметьева Акзигитово тож | Акзигитово      | Зеленодольский      |
| Акеева                     |                 |                     |

По данным III ревизии 1762 г., в волости числились населённые пункты:
| Название           | Совр. название  | Совр. расположение  |
| ------------------ | --------------- | ------------------- |
| Айдарова           | Айдарово        | Козловский          |
| Итякова            | Итяково         | Мариинско-Посадский |
| Арташева           | Старое Акташево | Цивильский          |
| Кугева             | Кугеево         | Мариинско-Посадский |
| Тогаева            | Старое Тогаево  | Мариинско-Посадский |
| Айбеч Камаева поля | Айбечи          | Ибресинский         |
| Камаева            | Большое Камаево | Мариинско-Посадский |
| Новая Айбечева     | Новые Айбеси    | Алатырский          |
| Тимошкина          | Старые Айбеси   | Алатырский          |
| Сюндюкова          | Сюндюково       | Мариинско-Посадский |
| Бичурина           | Бичурино        | Мариинско-Посадский |
| Тобар Черки        | Табар-Черки     | Апастовский         |

Так же в волости числилась д. Алмачикова (ныне с. Сойгино Алатырского р-на)